# Elezioni parlamentari in Macedonia del 2011
Le elezioni parlamentari in Macedonia del 2011 si tennero il 5 giugno; videro la vittoria del Partito Democratico per l'Unità Nazionale Macedone di Nikola Gruevski, che fu confermato Primo ministro.

## Risultati
| Liste                                                      | Voti      | %     | Seggi |
| ---------------------------------------------------------- | --------- | ----- | ----- |
| Per una Macedonia Migliore (VMRO - SPM - DS - DOM - Altri) | 438 138   | 38,98 | 56    |
| Coalizione per l'Europa (SDSM - NSDP - PEI - LPM - Altri)  | 368 496   | 32,78 | 42    |
| Unione Democratica per l'Integrazione                      | 115 092   | 10,24 | 15    |
| Partito Democratico degli Albanesi                         | 66 315    | 5,90  | 8     |
| Rinascita Democratica Nazionale                            | 29 996    | 2,67  | 2     |
| VMRO - Partito Popolare                                    | 28 217    | 2,51  | –     |
| Nuova Democrazia                                           | 19 958    | 1,78  | –     |
| Uniti per la Macedonia                                     | 17 081    | 1,52  | –     |
| Partito Liberal-Democratico                                | 16 551    | 1,47  | –     |
| Dignità                                                    | 8 837     | 0,79  | –     |
| Unione Democratica degli Albanesi                          | 4 517     | 0,40  | –     |
| Partito dei Democratici Uniti di Macedonia                 | 4 395     | 0,39  | –     |
| Unione Socialdemocratica                                   | 2 270     | 0,20  | –     |
| Partito Socialdemocratico di Macedonia                     | 1 807     | 0,16  | –     |
| Destra Democratica                                         | 1 517     | 0,13  | –     |
| Unione Democratica Nazionale                               | 470       | 0,04  | –     |
| Partito per la Prosperità Democratica                      | 277       | 0,02  | –     |
| Partito Europeo di Macedonia                               | 130       | 0,01  | –     |
| Totale                                                     | 1 124 064 | 100   | 123   |

1. ↑  Include: DPTM - DPSM - SRM - OPE - PP - SDAM - PVM - PIR - VDP - DSR - TMRO - NLP - NDM - VMRO-DP - VMRO-OB - TMORO-BEP - MA - VRMO-M
2. ↑  Include: DNETM - SNSM - PCER - NA - STLS - PDTM - DSSM - DSVM - PSD - PPRM - SL